# 细柄野青茅
细柄野青茅（学名：Deyeuxia filipes）为禾本科野青茅属下的一个种。

## 扩展阅读
- 維基物種上的相關：细柄野青茅